# アイリス・ショールテン
アイリス・ショールテン（Iris Scholten、1999年11月15日 - ）は、オランダの女子バレーボール選手。オランダ代表。
表記の揺れでイリス・スホルテンと記されることがある。

## 来歴

### クラブチーム
ナイメーヘン出身。2017年、Dros-Alternoへ入団。2018年9月、ドイツブンデスリーガのRote Raben Vilsbiburgと契約し、2年間プレーした。2020年6月、Nawaro Straubingへの移籍に合意し、2020/21シーズンのブンデスリーガでは7位となった。2021年4月、USC Münsterと契約し、2年間プレーした。2022/23シーズンのブンデスリーガではベストスコアラー部門でトップの活躍をみせた。2023/24シーズンは中国の深圳でプレーし、リーグ終了後はイタリアセリエAのトレンティーノ・バレーへ加入した。2024年9月、日本のSV.LEAGUEのKUROBEアクアフェアリーズ富山への移籍が発表された。シーズン終了後退団が発表されたが、5月に再契約。

### 代表チーム
2021年にシニア代表に初選出された。2023年、ネーションズリーグに出場した。

## 球歴
- ネーションズリーグ - 2021年、2022年、2023年

## 受賞歴
- 2023年 - 2022/23ドイツブンデスリーガ ベストスコアラー賞

## 所属クラブ
- アルテルノ（英語版）（2017-2018年）
- ローテ・ラーベン・フィルスビーブルク（ドイツ語版）（2018-2020年）
- ナワロ・シュトラウビング（ドイツ語版）（2020-2021年）
- USCミュンスター（ドイツ語版）（2021-2023年）
- 深圳澳洲虎中塞龍华女排（2023-2024年）
- トレンティーノ・バレー（イタリア語版）（2024年）
- KUROBEアクアフェアリーズ富山（2024年-）